# Kraken (empresa)
Kraken es un exchange de criptomonedas y banco fundado en 2011 con sede en los Estados Unidos. El exchange ofrece intercambio o trading de criptomonedas a dinero fiat, además de proporcionar información de precios al terminal Bloomberg. En 2021, Kraken está disponible para residentes de 177 países, incluyendo todos los países de habla hispana con la excepción de Cuba, y tiene listadas 72 criptomonedas para hacer trading.

## Historia

### Fundación y lanzamiento (de 2011 a 2013)
En 2011, su fundador, Jesse Powell, visitó las oficinas del exchange de criptomonedas Mt. Gox tras el fallo de seguridad de esta empresa ocurrido el mismo año. Powell declaró a Bloomberg News que empezó a trabajar en Kraken como sustituto para Mt. Gox en caso de que este exchange cerrara permanentemente, lo cual ocurrió en 2014.
En septiembre de 2013, tras dos años de pruebas y desarrollo, Kraken empezó a operar. Inicialmente, el exchange ofrecía intercambios entre bitcoin, litecoin, y euros. Más adelante incorporó otras monedas, además de trading con margen.
En julio de 2013, Kraken se unió a otras instituciones de los Estados Unidos relacionadas con Bitcoin y la incipiente industria de pagos y monedas digitales para formar el Committee for the Establishment of the Digital Asset Transfer Authority (DATA). El objetivo declarado del comité fue establecer a DATA como la futura entidad autorreguladora de la incipiente industria.  La primera reunión anual de DATA tuvo lugar en abril de 2014.
En octubre de 2013, Kraken anunció que había descubierto errores importantes en el protocolo Namecoin, y que no listaría la criptomoneda mientras estos no fueran corregidos. Durante el análisis de seguridad para implementar criptomonedas nuevas, Michael Gronager, exdirector de operaciones de Kraken, identificó una vulnerabilidad de seguridad importante en el sistema de registro de dominios y un error que permitía ataques y reasignación a los nombres de dominio .bit . Aunque los errores fueron corregidos pronto y Namecoin fue listada en el exchange, fue retirada dos años más tarde por la disminución de su volumen de trading.

### Serie A (de 2014 a 2015)
En marzo de 2014, en la ronda de inversiones de serie A, Kraken recibió inversiones por un valor de 5 millones de dólares. El inversor principal fue Hummingbird Ventures. Entre otros inversores, se encuentran Trace Mayer y Barry Silbert (Bitcoin Opportunity Fund).
En abril de 2014, Kraken se convirtió en uno de los primeros exchanges de criptomonedas en ser listados por el terminal Bloomberg.
En julio de 2014, Kraken formó parte de un grupo de empresas que asesoró al entonces miembro del parlamento japonés Mineyuki Fukuda y su comité de informática sobre la creación de la Japan Authority of Digital Assets (JADA). JADA es el primer cuerpo regulador de Bitcoin respaldado por un gobierno.
En junio de 2015, Kraken abrió una dark pool de bitcoin.

### Adquisición de Coinsetter y serie B (2016)
Tras rehusarse a pagar la licencia necesaria, Kraken expresó su intención de volver a ofrecer sus servicios a los residentes de Nueva York en cuanto fuera eliminada la percibía como una licencia injusta y contraproducente. En diciembre de 2015, Coinsetter anunció a sus clientes que impondría una tarifa de $65 a sus clientes para compensar el costo de la misma BitLicense que Kraken decidió no pagar. Al absorber a Coinsetter, y por extensión a Cavirtex, el mes siguiente, Kraken abrió su plataforma a residentes de otros 37 estados, así como a todos los residentes de Canadá. Junto a este acuerdo, Kraken anunció asociaciones con los proveedores de pagos SynapsePay en los Estados Unidos y Vogogo en Canadá, con el fin de proveer a sus nuevos clientes la posibilidad de depositar y retirar monedas fiat.
Un mes más tarde, Kraken anunció que se había completado su ronda de inversión de serie B, liderada por SBI Investment, una importante firma japonesa de inversión de capital de riesgo, miembro de SBI Holdings. Tras esta ronda de inversión, Kraken anunció dos importantes adquisiciones ese año: el exchange holandés CleverCoin, y Glidera, un servicio de carteras de criptomonedas que permitía a los usuarios enviar monedas fiat a las cuentas bancarias de Glidera para comprar criptomonedas en Kraken.

### Adquisición de Cryptowatch y carta SPDI (de 2017 al presente)
En marzo, Kraken adquirió la popular página de internet Cryptowatch, una página de gráficas en tiempo real para criptomonedas usada con frecuencia por day traders. Durante la adquisición también contrataron al fundador de la página, Artur Sapek, para integrar Cryptowatch en los sistemas de Kraken y ayudar en el desarrollo de la plataforma.
En agosto de 2017, Kraken listó Bitcoin Cash, una bifurcación dura de Bitcoin, haciendo que todos los clientes que tuvieran bitcoin antes de la bifurcación recibieran la misma cantidad de Bitcoin Cash. En diciembre de 2017, Kraken llegó a registrar hasta 50.000 usuarios nuevos al día.
El 10 de enero de 2018, Kraken suspendió el trading para usuarios por más de 48 horas mientras se realizaba una actualización que originalmente debió haber durado sólo 2 horas. Ésta fue la interrupción de servicio más larga desde su inicio en 2011. Después de haber operado en Japón desde octubre de 2014, en abril de 2018 Kraken anunció el cierre de sus servicios en este país al final de junio debido al incremento en costos operativos allí.
En febrero de 2019, Kraken anunció que había recaudado 100 millones de dólares en una oferta directa a sus clientes más grandes, obteniendo una valoración de 4 mil millones de dólares.
En mayo de 2019, Kraken presentó una moción en la corte del condado de Marin en California con el fin de identificar a diez autores de reseñas en Glassdoor, y solicitaron las identidades de los diez exempleados a Glassdoor. Kraken demanda a los diez autores, asegurando que son exempleados incumpliendo su contrato de indemnización. La EFF, que representa a los autores anónimos, asegura que identificarlos estaría en contra de sus derechos de libertad de expresión amparados bajo la primera enmienda y cohibiría la expresión de otros.
En junio de 2019, Kraken recibió 13,5 millones de dólares de 2.263 inversores individuales a través una entidad de propósito especial de BnkToTheFuture.
En septiembre de 2020, se le otorgó a Kraken una carta SPDI (Special Purpose Depository Institution) en Wyoming, convirtiéndose en el primer exchange de criptomonedas en tener dicha carta en los Estados Unidos.
En septiembre de 2022, Kraken anunció que su director ejecutivo, Jesse Powell, será sustituido en su rol por Dave Ripley, quien servía como el director de operaciones de la compañía.
En junio de 2023, el mercado NFT de Kraken salió oficialmente de las pruebas beta, con la opción de que los usuarios pagaran por los listados mediante dinero fiduciario o criptomoneda. En septiembre de 2023, Bloomberg informó de que Kraken planeaba operar por primera vez fuera de la criptomoneda, ofreciendo operaciones con acciones cotizadas en EE. UU. y fondos cotizados en bolsa. 
Kraken se afianzó en Europa durante 2023 al añadir licencias de proveedor de servicios de activos virtuales (VASP) en Irlanda, Italia y España; en octubre de 2023, Kraken anunció planes para continuar su empuje europeo mediante la adquisición de un criptointercambio con sede en los Países Bajos llamado Coin Meester B.V. (BCM).
En marzo de 2024, Kraken lanzó una nueva unidad llamada Kraken Institutional destinada a dar servicio a inversores institucionales, fondos de cobertura y emisores de ETFs.
En abril de 2024, Kraken lanzó «Kraken Wallet», el monedero criptográfico propio de la empresa que soporta ocho blockchains.

## Adquisiciones
- 19 de enero de 2016 – Coinsetter (Estados Unidos) y Cavirtex (Canadá)[54]
- 27 de junio de 2016 – CleverCoin (Países Bajos)[55]
- 13 de diciembre de 2016 – Gliderar (Estados Unidos)[56]
- 4 de febrero de 2019 – Crypto Facilities (Reino Unido)[57][58]

## Recuperación de fondos de Mt. Gox
En noviembre de 2014, Nobuaki Kobayashi, el administrador de bancarrota designado por el tribunal para supervisar la liquidación de Mt. Gox, anunció que Kraken había sido elegido para asistir con la investigación de los bitcoin perdidos y el proceso de devolver los fondos restantes a los acreedores. Según un artículo del Wall Street Journal, el administrador expresó que Kraken fue elegido por su experiencia operativa comprobable y por la aseguración de que el sistema de la empresa nunca había sufrido un ataque informático exitoso.
Mt. Gox, alguna vez el exchange de criptomonedas más grande del mundo, se declaró en quiebra en febrero de 2014. Su director ejecutivo, Mark Karpèles, informó en su momento que unos 850.000 habrían sido perdidos, de los cuales 100.000 pertenecían a la compañía y el resto a unos 127.000 acreedores. Más adelante, Karpelès encontró unos 200.000 bitcoins, de modo que unos 650.000 siguen sin ser encontrados. Un artículo del New York Times señala que el proceso de devolver los fondos podría beneficiar a Kraken considerablemente, ya que los acreedores probablemente tendrían que crear una cuenta de Kraken para ponder recibir sus fondos y algunos de ellos podrían continuar usando el exchange.
En abril de 2015, Kraken empezó aceptar reclamos de acreedores de Mt. Gox a través de su página web, un proceso que requería que los acreedores crearan una cuenta de Kraken. Los acreedores también podían introducir su reclamo a través de la página de Mt Gox. Kraken ofreció el incentivo de hasta un millón de dólares de volumen de operaciones gratuito para acreedores que introdujeran su reclamo a través de Kraken. El 6 de julio de 2015, el administrador anunció que la fecha límite para introducir reclamos en línea era el 29 de julio de 2015. Sin embargo, en su momento, el administrador no anunció ningún afecha límite para la opción de reclamo en papel.
En la reunión de acreedores del 9 de septiembre de 2015, el administrador reportó que los fondos asegurados de los bienes de Mt. Gox eran 1.242.068.375 JPY y 202.159 bitcoin (con un valor conjunto de unos 60 millones de dólares en su momento). El administrador reportó que seguía intentando asegurar más fondos por los bienes y que la asistencia Kraken en la investigación de los bitcoin perdidos estaba en proceso. No se ofreció una fecha en la que los acreedores podrían esperar recibir su parte de los fondos faltantes, pero el administrador declaró que la fecha para reclamos de investigación de los acreedores se extendía a la fecha de la siguiente reunión.

## Investigación sobre criptomonedas del fiscal general de Nueva York (2018)
En abril de 2018, La oficina del fiscal general de Nueva York inició una investigación respecto a las medidas tomadas por exchanges de criptomonedas para proteger a sus clientes y combatir contra la manupulación del mercado y el lavado de dinero. El fiscal general del estado de Nueva York advirtió que el exchange de criptomonedas de Kraken podría estar violando la ley. "Los clientes deberían ser conscientes de que las plataformas que se rehusaron a participar en la iniciativa (Binance, Gate.io, Huobi, y Kraken) puede que no revelen todos los tipos de órdenes ofrecidos a ciertos traders, algunas de las cuales podrían dar preferencia a esos traders a expensas de otros, y que como resultado el desempeño del trading de otros clientes en estas plataformas podría verse afectado negativamente". Powell aseveró que la investigación era hostil y mala para los negocios, y se rehusó a acatar la investigación. Afirmó que la manipulación de mercado "no le importa a la mayoría de los traders de criptomonedas", y declaró que las "estafas abundan" en los exchanges de criptomonedas.
En mayo de 2018, Powell dijo que Kraken estaba considerando registarse como un sistema de trading alternativo (ATS), lo cual podría poner a la compañía directamente bajo la supervisión de la Comisión de Bolsa y Valores de los Estados Unidos (SEC, según sus siglas en inglés).
El reporte final de la oficina del fiscal general de Nueva York, emitido en septiembre de 2018, hizo énfasis en la falta de participación de Kraken en la investigación refirió al exchange (así como a Binance y Gate.io) al departamento de servicios financieros de Nueva York por el incumplimiento potencial de las regulaciones respecto a divisas digitales de Nueva York.